# Batrachoides liberiensis
Crapaud poilu
Espèce
Statut de conservation UICN

 LC  : Préoccupation mineure
Batrachoides liberiensis, le Crapaud poilu, est une espèce de poissons osseux de la famille des Batrachoididae. C'est une espèce démersale, des eaux marines, saumâtres et douces, qui vit dans les zones tropicales de l'Atlantique Est, le long des côtes de l'Afrique.

## Répartition
Batrachoides liberiensis est la seule espèce non américaine du genre et le seul représentant d'un genre américain de poissons-crapauds trouvé dans l'océan Atlantique oriental.
Sa répartition en Atlantique Est va du Sénégal à Mangue Grande au nord de l'Angola (14° N–17° S),. Y compris : Bénin ; Cameroun ; Congo ; Congo, République démocratique du ; Côte d'Ivoire ; Guinée équatoriale (Annobón, Bioko, Guinée équatoriale (eaux continentales)) ; Gabon ; Gambie ; Ghana ; Guinée ; Guinée-Bissau ; Liberia ; Nigeria ; Sierra Leone ; Togo.

## Description
La description originale (sous le nom des Batrachus liberiensis) par Steindachner en 1867 provenant d'un spécimen capturé à proximité de Monrovia au Liberia, indique (traduit de l'allemand) :

« La tête est fortement déprimée et sa longueur est comprise exactement 3 fois dans la longueur du corps et presque 3,6 fois dans la longueur totale, alors que la largeur de la tête représente presque 1/4, et sa longueur 1,17 fois cette dernière. L'œil est remarquablement petit et est contenu 10,25 fois dans la longueur de la tête, et 3,33 fois dans la largeur du front. Il y a deux épines situées sur l'opercule branchial et deux sur le sous-opercule. L'épine supérieure de ce dernier os étant plus grande que les autres ; les quatre épines sont recourbées vers le haut. »

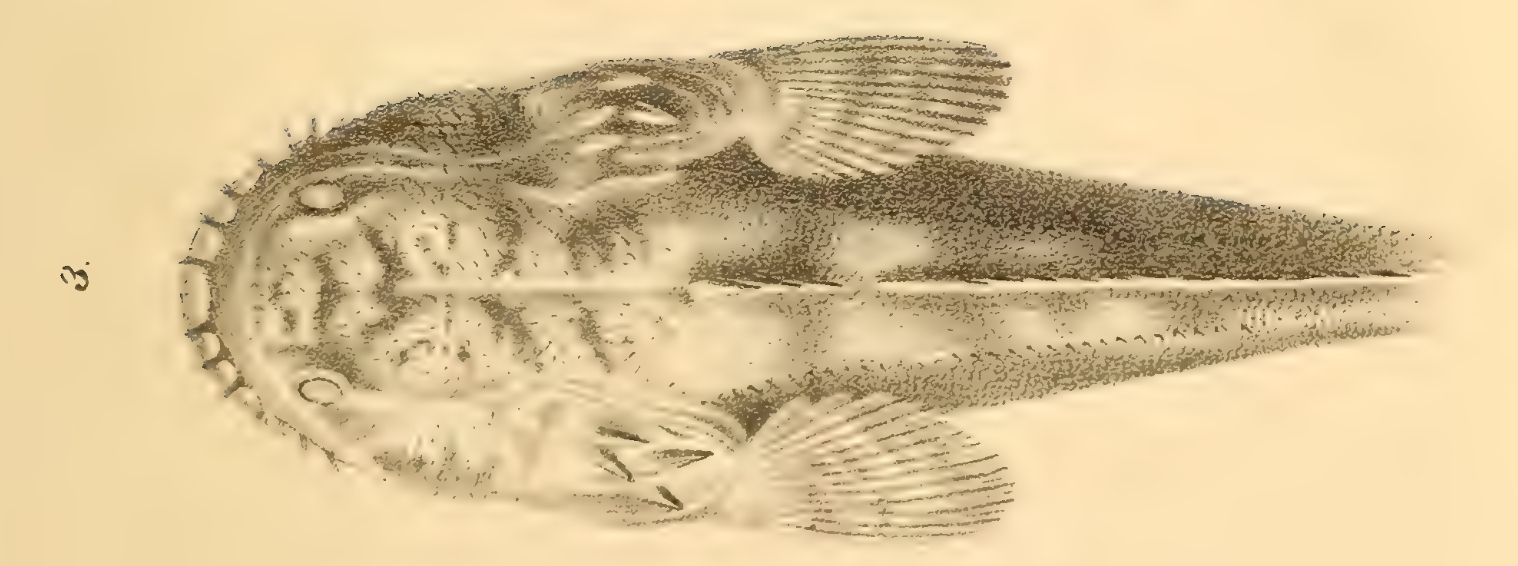
Vue du dessus de la tête de Batrachus liberiensis

Dans leur ouvrage sur la révision du genre Batrachoides en 1981, Colette et Russo donnent la description suivante (traduite de l'anglais) :

« Batrachoides liberiensis est la plus petite des espèces du genre Batrachoides et possède de petits yeux. (...) C'est une espèce de petite taille qui ressemble à B. manglae de l'Atlantique ouest et à l'espèce d'eau douce B. goldmani, de par leur faible nombre de pores de la ligne latérale supérieure. Cependant, B. liberiensis ressemble à B. gilberti de l'Atlantique Ouest et à B. pacifici du Pacifique Est par le nombre modéré de pores de la ligne latérale supérieure, de rayons de la nageoire et de vertèbres. Il ressemble à B.goldmani et B.pacifici par le nombre modérément élevé de glandes de la nageoire pectorale (13-15, comparé à 13-17 et 10-16 pour les deux autres espèces). Parmi ces espèces, B. liberiensis et B. goldmani ont le plus de fins filaments sur le dessus de la tête »

Batrachoides pacifici (Günther, 1861), et B. liberiensis (Steindachner, 1867), ont de grandes affinités, ce qui a pu conduire à des confusions de diagnostic. Cependant les deux espèces peuvent être séparés par plusieurs caractères de la dentition, des yeux, des lignes latérales, des nageoires pectorales et des tentacules de la tête. B. liberiensis a en effet des tentacules avec de nombreuses ramifications (beaucoup plus que ceux de B. pacifici) et une forte abondance de filaments dermiques minces et simples sur le dessus de la tête et sous la gorge, ce qui lui donne son aspect « poilu ».
La coloration est assez variable. Dans les spécimens conservés, elle va du brun foncé au brun clair, avec généralement 4 barres transversales brunes irrégulières sur le corps ; une tache brune entre les yeux, et parfois d'autres taches derrière les yeux.

## Habitat
B. liberiensis est une espèce démersale (vivant sur le fond), en particulier dans les eaux littorales et côtières jusqu'à environ 30 m de profondeur en général mais ayant été capturée jusqu'à 100 m de fond. Elle est également présente dans les eaux saumâtres des estuaires et remonte occasionnellement dans les eaux douces. Dans l'estuaire du Sine Saloum au Sénégal elle se retrouve essentiellement entre 2 et 10 m de fond, dans des eaux présentant une salinité entre 25 et 46, une température entre 24 et 31 °C et une transparence faible (disparition du disque de Secchi entre 1 et 3,5 m).
Selon la classification d'Albaret cette espèce appartient à la catégorie des espèces marines accessoires (Ma), c'est-à-dire qu'elles y sont relativement rares et ne se reproduisent pas dans les zones estuariennes, leur présence y étant limitée dans le temps et/ou dans l'espace. Selon la classification de Whitfield, il s'agit d'un migrateur marin, c'est-à-dire une espèce de poisson marin qui se reproduit habituellement en mer, les juvéniles et/ou les adultes utilisant largement le milieu estuarien. Les juvéniles de bon nombre de ces espèces sont plus ou moins dépendants des estuaires en tant que zones d'alevinage.

## Biologie
Il s'agit sans doute de l'espèce la plus petite du genre Batrachoides. Des individus de B. liberiensis collectés par Udo et al. à partir de débarquements de bateaux de pêche artisanale lointaine à Ibeno, en 2017 dans l'estuaire de la rivière Qua Iboe au sud-est du Nigeria, ne dépassaient pas 130 mm. En 2015 cependant, les mêmes auteurs avaient rapporté une longueur maximale de 233 mm (LT) à partir de débarquements à Ibeno Town, provenant de pêches au large de ce même estuaire. Une longueur maximale de 245 mm (LT) a été indiquée dans le guide d'identification des espèces de la FAO pour les ressources marines vivantes de l'Atlantique Centre-Est. Dans le Field Guide to the commercial marine resources of the Gulf of Guinea, Schneider a estimé que cette espèce pouvait, peut-être, atteindre 460 mm (LT). Donc, à l'exception de cette dernière estimation assez imprécise, la longueur maximale recensée dans la littérature scientifique jusqu'en 2023 est celle mesurée dans l'estuaire du Sine Saloum (371 mm de LT) sur la côte ouest-africaine.
La tolérance maximale de B. liberiensis à la salinité serait d'environ 55, ce qui est  la limite de son extension dans les estuaires sursalés comme celui du.Sine Saloum.
Une étude de 1972 sur la zoogéographie des trématodes digénétiques des poissons marins d'Afrique de l'Ouest a montré que B. liberiensis est parasitée par Sterrhurus ghanensis Fischthal & Thomas, 1972 et que ce dernier parasite également d'autres espèces d'Afrique de l'Ouest.

## Reproduction
Les individus mâles seraient matures aux alentours de 170 mm (LS) et les femelles vers 122 mm (en LS, soit environ 145 mm en LT) sur les côtes du Ghana, alors que dans l'estuaire du Sine Saloum, la taille de la plus petite femelle observée au début de la maturation sexuelle était de 140 mm (LT) et aucune femelle n'a été enregistrée au stade de maturation proche du frai.
Colette et Russo ont montré que parmi les neuf espèces du genre, les œufs de B. liberiensis sont parmi les plus petits de tous le Batrachoides (3,8 mm en moyenne). Seuls les œufs de B. manglae sont plus petits (2,62 en moyenne), alors que les plus grands œufs sont ceux de B. waltersi (6,26 en moyenne). Par ailleurs, chez toutes les espèces de Batrachoides, les ovaires droit et gauche arrivent à maturité en même temps et les individus plus grands ont tendance à produire plus d’œufs plutôt que des œufs plus gros.
Dans l'estuaire du Sine Saloum, la taille à première maturité a été estimée à 189 ± 22,1 mm (LT). Les œufs ont environ 5-6 mm de diamètre. Les individus sexuellement matures y ont été enregistrés entre janvier et août, ce qui représente toute la saison sèche dans cette région du Sénégal et inclut le début de la saison des pluies.

## Alimentation
Cette espèce n'a pas d'estomac clairement individualisé et pour la définition des contenus stomacaux, c'est l'ensemble de l'intestin qui est pris en considération
. Elle est généralement considérée comme benthophage, et il a été rapporté qu'elle consomme du zoobenthos, des crustacés dont des crabes, principalement. Dans les contenus stomacaux d'individus capturés dans l'estuaire de la rivière Qua Iboe au Nigéria, il a été noté la dominance des poissons, suivis des crustacés. Le régime alimentaire de B. liberiensis documenté dans l'estuaire du Sine Saloum était principalement carcinophage et malacophage, et secondairement piscivore. Cela indique pour cette espèce un régime alimentaire prédateur de deuxième niveau, avec une tendance généraliste.

## Pêche
Bien qu'elle ait été décrite dans la majeure partie de la région côtière ouest africaine, B. liberiensis n'a pas une grande importance économique. Ce n'est pas une espèce cible pour la pêche. Elle est néanmoins capturée, principalement dans les pêcheries artisanales, dans toute son aire de répartition. Aucune statistique séparée n'est rapportée pour cette espèce qui est probablement commercialisée principalement à l'état frais.

## Protection
Batrachoides liberiensis est une espèce commune, de faible intérêt commercial, qui a été évaluée pour la Liste rouge de l'UICN des espèces menacées en 2012. L'espèce était alors classée dans la catégorie "Préoccupation mineure" et la révision de 2016, a maintenu ce classement. En 2023 aucune mesure de conservation n'est mise en place pour cette espèce. Cette espèce a été trouvée au moins dans une aire marine protégée (l'AMP de Bamboung au Sénégal).

## Systématique
Quelques auteurs, avaient admis la synonymie entre Batrachoides paciflci et B. liberiensis, mais ces deux espèces sont en fait différentes. Par contre B. beninensis décrit par Regan est synonyme de B. liberiensis.
Aujourd'hui (2023), le genre Batrachoides Lacepède, 1800 comprend neuf espèces parmi lesquelles B. liberiensis (Steindachner 1867) qui est la seule rencontrée en Atlantique Est, les huit autres étant des espèces de l'Atlantique Ouest, et elle est considérée comme représentative de l'état primitif du genre Batrachoides. Cette espèce a été à l'origine décrite en tant que Batrachus liberiensis par Steindachner en 1867.
Liste des synonymes : Batrachus liberiensis Steindachner, 1867; Batrachoides beninensis Regan, 1915,.

## Étymologie
Batrachoides vient du grec, batrachos (βάτραχος) qui signifie grenouille, avec le suffixe grec, oides (ωίδες) qui signifie semblable, en référence à leur vague ressemblance avec une grenouille ou d'un crapaud. Le nom d'espèce liberiensis provient du Liberia, le pays de la localité-type de l'espèce.